# Microsoft Cognitive Toolkit
Microsoft Cognitive Toolkit, precedentemente noto come CNTK (CogNitive ToolKit, è un framework per l'apprendimento automatico sviluppato presso il Microsoft Research. A partire dalla versione 2.0 può essere impiegato come back-end nella libreria Keras.